# Zygocera complexa
Zygocera complexa là một loài bọ cánh cứng trong họ Cerambycidae.